# Thế vận hội Mùa hè 1920
Thế vận hội Mùa hè 1920 (tiếng Pháp: Jeux olympiques d'été de 1920; tiếng Hà Lan: Olympische Zomerspelen van 1920; tiếng Đức: Olympische Sommerspiele 1920), tên gọi chính thức là Thế vận hội Mùa hè lần thứ VII (tiếng Pháp: Jeux de la VIIe olympiade; tiếng Hà Lan: Spelen van de VIIe Olympiade; tiếng Đức: Spiele der VII. Olympiade) và thường được gọi là Antwerp 1920  (tiếng Pháp: Anvers 1920; Dutch and German: Antwerpen 1920), là một sự kiện thể thao đa môn quốc tế được tổ chức vào năm 1920 tại Antwerp, Bỉ.
Vào tháng 3 năm 1912, trong phiên họp lần thứ 13 của Ủy ban Olympic Quốc tế (IOC), Bỉ đã đệ trình hồ sơ xin đăng cai Thế vận hội Mùa hè 1920, do Nam tước Édouard de Laveleye – Chủ tịch Ủy ban Olympic Bỉ và Hiệp hội Bóng đá Hoàng gia Bỉ – đứng ra trình bày. Lúc đó chưa có thành phố đăng cai cố định nào được đề xuất.
Thế vận hội Mùa hè 1916, dự kiến tổ chức tại Berlin – thủ đô của Đế quốc Đức – đã bị hủy bỏ do Chiến tranh Thế giới thứ nhất. Khi Thế vận hội được tổ chức trở lại sau chiến tranh, Antwerp được trao quyền đăng cai Thế vận hội Mùa hè 1920 như một sự tri ân dành cho nhân dân Bỉ. Hậu quả của cuộc chiến và Hội nghị Hòa bình Paris năm 1919 đã ảnh hưởng sâu sắc đến Thế vận hội, không chỉ vì sự ra đời của các quốc gia mới, mà còn do lệnh trừng phạt đối với những quốc gia bại trận bị quy trách nhiệm gây ra chiến tranh. Hungary, Đức, Áo, Bulgaria và Đế quốc Ottoman bị cấm tham dự Thế vận hội. Nga Xô viết khi ấy vừa bước ra khỏi Nội chiến cũng chọn cách không tham dự. Đức mãi đến năm 1928 mới quay trở lại Thế vận hội và trong thời gian đó đã tự tổ chức một chuỗi sự kiện thể thao riêng gọi là “Deutsche Kampfspiele” (Trò chơi chiến đấu Đức), bắt đầu bằng phiên bản mùa đông năm 1922 – thậm chí còn diễn ra trước Thế vận hội Mùa đông đầu tiên.
Hoa Kỳ là quốc gia giành được nhiều huy chương vàng và tổng số huy chương nhất tại Thế vận hội Mùa hè 1920.

## Các môn thể thao

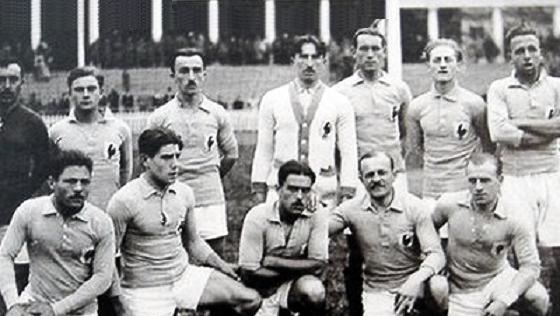
Đội tuyển bóng đá quốc gia Pháp tại Thế vận hội Olympic 1920.

Có 162 nội dung thi đấu thuộc 28 phân môn nằm trong chương trình Olympic năm 1920. Số lượng nội dung thi đấu trong mỗi phân môn được ghi trong ngoặc đơn.
| *Thể thao dưới nước - - Nhảy cầu (5) - - Bơi lội (10) - - Bóng nước (1) - Bắn cung (10) - Điền kinh (29) - Quyền Anh (8) - Xe đạp - - Đường trường (2) - Đua lòng chảo (4) - Cưỡi ngựa - - Dressage (1) - Eventing (2) - Nhảy ngựa (2) - Nhào lộn ngựa (2) - Đấu kiếm (6) - Khúc côn cầu trên cỏ (1) - Trượt băng nghệ thuật (3) - Bóng đá (1) - Thể dục dụng cụ (4) - Khúc côn cầu trên băng (1) - Năm môn phối hợp hiện đại (1) - Mã cầu (1) - Chèo thuyền (5) - Bóng bầu dục liên hiệp (1) - Thuyền buồm (14) - Bắn súng (21) - Quần vợt (5) - Kéo co (1) - Cử tạ (5) - Vật (10) |

## Các quốc gia tham dự

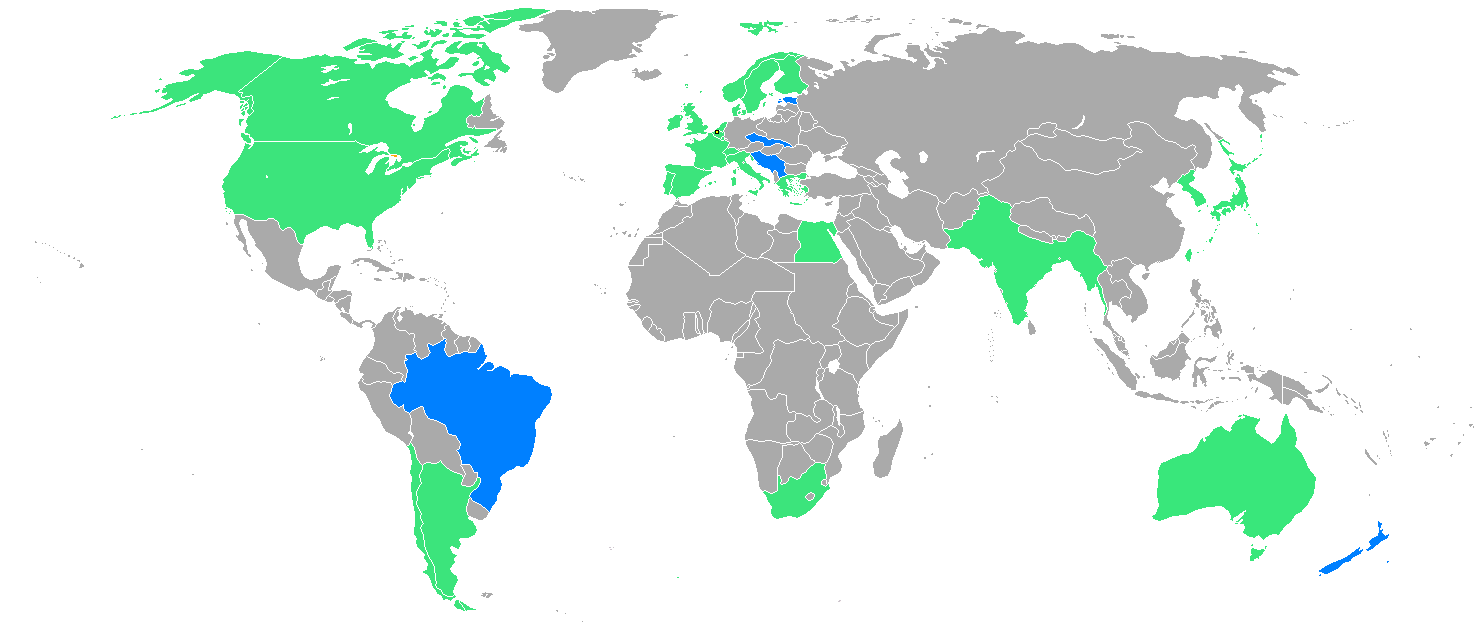
Các quốc gia tham dự, các nước tô màu xanh lam là các quốc gia lần đầu tham dự.

Tổng cộng có 29 quốc gia tham dự Thế vận hội Antwerp, chỉ nhiều hơn một quốc gia so với năm 1912, do Đức, Áo, Hungary, Bulgaria và Thổ Nhĩ Kỳ không được mời vì đã thua trong Thế chiến thứ nhất và bị trừng phạt vì khơi mào cuộc chiến. Trong số các quốc gia châu Âu mới được thành lập, chỉ có Estonia tham gia; Tiệp Khắc thay thế cho Bohemia, và Vương quốc của người Serb, Croat và Slovene thay thế cho Serbia — cả hai quốc gia này đều đã từng cử vận động viên tham dự trước Thế chiến thứ nhất (trong đó Bohemia tham gia với tư cách là một phần của Đế quốc Áo-Hung).
Nga Xô viết khi đó đang bận chiến tranh Ba Lan – Xô viết nên không thể thành lập đội Olympic (trong khi Ba Lan vẫn chưa từng tham gia Thế vận hội trước đó và chỉ góp mặt trong các kỳ sau này). Brasil và Monaco lần đầu tiên tranh tài với tư cách là các quốc gia độc lập tại Thế vận hội. New Zealand, từng tham gia chung với Úc trong đội Australasia vào các năm 1908 và 1912, lần đầu thi đấu với tư cách quốc gia riêng biệt. Kỳ Thế vận hội này cũng ghi dấu sự trở lại của Argentina và Ấn Độ.
Thời điểm đó, Úc, New Zealand, Canada, Ấn Độ và Nam Phi đều thuộc Đế quốc Anh. Ai Cập là một xứ bảo hộ của Anh (không phải là một phần của Đế quốc Anh nhưng vẫn do Vương quốc Liên hiệp Anh quản lý).
| Các Ủy ban Olympic Quốc gia tham dự |
| --- |
| - Argentina (1) - Úc (13) - Bỉ (336) (chủ nhà) - Brasil (19) - Canada (53) - Chile (2) - Tiệp Khắc (121) - Đan Mạch (154) - Ai Cập (22) - Estonia (14) - Phần Lan (63) - Pháp (304) - Anh Quốc (235) - Hy Lạp (57) - Ấn Độ (5) - Ý (174) - Nhật Bản (15) - Luxembourg (25) - Monaco (4) - Hà Lan (113) - New Zealand (4) - Na Uy (194) - Bồ Đào Nha (13) - Nam Phi (39) - Tây Ban Nha (32) - Thụy Điển (260) - Thụy Sĩ (77) - Hoa Kỳ (288) - Nam Tư (15) |

## Bảng huy chương
10 quốc gia đứng đầu bảng tổng huy chương.
| Hạng                | Đoàn                | Vàng | Bạc | Đồng | Tổng số |
| ------------------- | ------------------- | ---- | --- | ---- | ------- |
| 1                   | Hoa Kỳ              | 41   | 27  | 27   | 95      |
| 2                   | Thụy Điển           | 19   | 20  | 25   | 64      |
| 3                   | Phần Lan            | 15   | 10  | 9    | 34      |
| 4                   | Anh Quốc            | 14   | 15  | 13   | 42      |
| 5                   | Bỉ                  | 14   | 11  | 11   | 36      |
| 6                   | Na Uy               | 13   | 9   | 9    | 31      |
| 7                   | Ý                   | 13   | 5   | 5    | 23      |
| 8                   | Pháp                | 9    | 19  | 13   | 41      |
| 9                   | Hà Lan              | 4    | 2   | 5    | 11      |
| 10                  | Đan Mạch            | 3    | 9   | 1    | 13      |
| 11                  | Nam Phi             | 3    | 4   | 3    | 10      |
| 12                  | Canada              | 3    | 3   | 3    | 9       |
| 13                  | Thụy Sĩ             | 2    | 2   | 7    | 11      |
| 14                  | Estonia             | 1    | 2   | 0    | 3       |
| 15                  | Brasil              | 1    | 1   | 1    | 3       |
| 16                  | Úc                  | 0    | 2   | 1    | 3       |
| 17                  | Tây Ban Nha         | 0    | 2   | 0    | 2       |
| 17                  | Nhật Bản            | 0    | 2   | 0    | 2       |
| 19                  | Hy Lạp              | 0    | 1   | 0    | 1       |
| 19                  | Luxembourg          | 0    | 1   | 0    | 1       |
| 21                  | Tiệp Khắc           | 0    | 0   | 2    | 2       |
| 22                  | New Zealand         | 0    | 0   | 1    | 1       |
| Tổng số (22 đơn vị) | Tổng số (22 đơn vị) | 155  | 147 | 136  | 438     |

## Liên kết
- "Antwerp 1920". Olympic.org. Ủy ban Olympic Quốc tế.
- Flanders Today article on the 1920 Antwerp Olympics[liên kết hỏng]